# Andreas Biermann (Fußballspieler, 1967)
Andreas Biermann (* 3. Februar 1967) ist ein ehemaliger deutscher Fußballspieler.

## Werdegang
Der Stürmer Andras Biermann begann seine Karriere beim TuS Jöllenbeck und wechselte im Jahre 1984 zu Arminia Bielefeld. Drei Jahre später rückte er in den Kader von Arminias Profimannschaft auf. Sein Debüt in der 2. Bundesliga feierte Biermann am 5. Dezember 1987 bei der 0:2-Niederlage der Arminia bei Kickers Offenbach. Es folgten drei weitere Einsätze, bei denen Biermann jeweils eingewechselt wurde. Am Saisonende stiegen die Bielefelder in die Oberliga Westfalen ab, wo Biermann nicht mehr zum Einsatz kam. Im Sommer 1989 verließ er die Arminia und wechselte zum TuS Jöllenbeck, wo er noch bis ins Jahr 2000 in der Landesliga spielte.